# 豊鍬入姫命
豊鍬入姫命（とよすきいりひめのみこと、生没年不詳）は、記紀に伝わる古代日本の皇族。
『日本書紀』では「豊鍬入姫命」「豊耜入姫命」、『古事記』では「豊鉏入日売命」「豊鉏比売命」と表記される。
第10代崇神天皇の皇女で、天照大神の宮外奉斎の伝承で知られる巫女的な女性である。

## 系譜
（名称は『日本書紀』を第一とし、括弧内に『古事記』ほかを記載）
『日本書紀』『古事記』によれば、第10代崇神天皇と、紀国造の荒河戸畔（あらかわとべ、荒河刀弁）の娘の遠津年魚眼眼妙媛（とおつあゆめまぐわしひめ、遠津年魚目目微比売）との間に生まれた皇女である。同母兄に豊城入彦命（豊木入日子命）がいる。
なお『日本書紀』では、「一云」として、母を大海宿禰の娘の八坂振天某辺（やさかふるあまいろべ）とする異伝を載せる。

## 記録
『日本書紀』崇神天皇6年条によれば、百姓の流離や背叛など国内情勢が不安になった際、天皇はその原因が天照大神（のちの伊勢神宮祭神）・倭大国魂神（のちの大和神社祭神）の2神を居所に祀ったことにあると考えた。そこで天照大神は豊鍬入姫命につけて倭の笠縫邑（かさぬいのむら：比定地未詳）に祀らせ、よって磯堅城の神籬を立てたという。一方、倭大国魂神は渟名城入姫命につけて祀らせたが失敗している。
同書垂仁天皇25年3月10日条によると、天照大神は豊鍬入姫命から離され、倭姫命（垂仁天皇皇女）に託された。その後、倭姫命は大神を奉斎しながら諸地方を遍歴し、伊勢に行き着くこととなる（伊勢神宮起源譚）。
『古事記』では、豊鉏比売命（豊鍬入姫命）は伊勢の大神の宮を祀ったと簡潔に記されている。

## 考証
豊鍬入姫命と倭姫命とは、ともに伊勢神宮の斎宮の起源に求められる（ただし、制度上の最初の斎宮は天武皇女の大来皇女）。また上記伝承から、伊勢神宮の神格成立の要素として、豊鍬入姫命が出自とする紀国造の氏神の日前神や、三輪山（一説に笠縫邑祭祀と関連）での日神信仰の存在が指摘される。
そのほか名前の「豊（とよ）」から、豊鍬入姫命を邪馬台国における卑弥呼宗女の台与（壹與/臺與）に比定する説がある。